# Gabriel Gascon
Gabriel Gascon (Montréal, 1927. január 8. – Montréal, 2018. május 30.) kanadai színész.

## Fontosabb filmjei
- Les belles histoires des pays d'en haut (1956–1963, tv-sorozat, kilenc epizódban)
- Les chevaliers du ciel (1967, tv-sorozat, 13 epizódban)
- Si j'étais un espio (1967)
- Modern Monte Cristo (Sous le signe de Monte-Cristo) (1968)
- A bűn árnyékában (Le Menace) (1977)
- La vocation suspendue (1978)
- Keserű gazdagság (La misère des riches) (1990, tv-sorozat)
- Cap Tourmente (1993)
- Mrs. Parker és az ördögi kör (Mrs. Parker and the Vicious Circle) (1994)
- Arsène Lupin legújabb kalandjai (Le Retour d'Arsène Lupin) (1996, tv-sorozat, egy epizódban)
- Nürnberg (2000, tv-film)
- Lehetséges világok (Possible Worlds) (2000)
- Modern tündérmese (Looking for Leonard) (2002)
- Guide de la petite vengeance (2006)
- Falak között (Adam's Wall) (2008)
- Utazás a Marsra (Mars et Avril) (2012)